# Adrian Metcalfe
Adrian Metcalfe, född 2 mars 1942 i Bradford, West Yorkshire, död 8 juli 2021, var en brittisk friidrottare.
Metcalfe blev olympisk silvermedaljör på 4 x 400 meter vid sommarspelen 1964 i Tokyo.